# Intelligent Music Project
Intelligent Music Project är en bulgarisk supergrupp som bildades 2012 av den bulgariske affärsmannen Milen Vrabevski. De representerade Bulgarien i Eurovision Song Contest 2022 med låten "Intention" som inte kvalificerade sig till final.

## Historia
Supergruppen grundades av affärsmannen Milen Vrabevski och har innehållit musiker som Simon Phillips, John Payne, Carl Sentance, Bobby Rondinelli och Todd Sucherman. De släppte sitt debutalbum 2012 och har sedan dess släppt mer musik och turnerat. Deras nuvarande huvudsångare är den chilenska rocksångaren Ronnie Romero.
I november 2021 bekräftade det bulgariska sändningsföretaget BNT att gruppen skulle representera landet i Eurovision Song Contest 2022 i Turin. Deras bidrag "Intention" släpptes den 5 december samma år. Medlemmarna som tävlade i Eurovision var Ronnie Romero, Bisser Ivanov, Slavin Slavcev, Ivo Stefanov, Dimitar Sirakov och Stojan Jankulov. Jankulov har tidigare representerat Bulgarien 2007 och 2013, båda gångerna med Elitsa Todorova. Gruppen kom på en 16:e plats i den första semifinalen med 29 poäng och kvalificerade sig därmed inte till finalen.

## Medlemmar

### Nuvarande medlemmar
- Ronnie Romero – sång
- Borislav Mudolov-Kosatkata – bakgrundssång
- Slavin Slavchev – bakgrundssång
- Lina Nicole – bakgrundssång
- Stojan Jankulov – trummor
- Biser Ivanov – gitarr
- Dimitar Sirakov – bas
- Ivo Stefanov – keyboard
- Samuel Eftimov – keyboard

### Tidigare medlemmar
- Simon Phillips
- John Lawton
- Joseph Williams
- John Payne
- Carl Sentance
- Bobby Rondinelli
- Todd Sucherman
- Nathan East
- Tim Pierce
- Richard Grisman